# Phoracantha solida
Phoracantha solida là một loài bọ cánh cứng trong họ Cerambycidae.